# فیلیپ دانا
فیلیپ دانا (زاده اوت ۱۹۸۵)
عکاس خبری برزیلی برنده جایزه پولیتزر برای خبرگزاری آسوشیتد پرس است.

## حرفه
دانا به خاطر پوشش نابرابری اجتماعی و خشونت شهری در آمریکای لاتین و درگیری‌ها در کشورهای مختلف از جمله عراق، سوریه، افغانستان، غزه، لیبی و اوکراین مشهور است.
او جوایز ورلد پرس فوتو را در سال‌های ۲۰۱۳ و ۲۰۱۷ دریافت کرد. دانا همچنین در سال‌های ۲۰۱۷، ۲۰۱۸، ۲۰۱۹ و ۲۰۲۱ بخشی از فینالیست‌های جایزه پولیتزر بود. در سال ۲۰۲۳، دانا به عنوان بخشی از تیم آسوشیتد پرس برنده جایزه پولیتزر برای پوشش خبری حمله روسیه به اوکراین شد.
فیلم ویدئویی پهپاد او از نبرد موصل در عراق، فیلم اکشن موصل را در نتفلیکس باز می‌کند.

## جوایز
- ۲۰۱۱: جوایز فتوژورنالیسم آتلانتا[۹]
- ۲۰۱۲: جوایز فتوژورنالیسم آتلانتا[۱۰]
- ۲۰۱۳: جایزه ورلد پرس فوتو[۱۱]
- ۲۰۱۵: انجمن ملی عکاسان مطبوعات[۱۲]
- ۲۰۱۶: انجمن ملی عکاسان مطبوعات، ۲ جایزه[۱۳]
- ۲۰۱۶: تصاویر POYi سال بین‌المللی[۱۴]
- ۲۰۱۶: جایزه SPJ سیگما دلتا چی[۱۵]
- ۲۰۱۶: سردبیران رسانه APME آسوشیتد پرس[۱۶]
- ۲۰۱۶: الیور اس. جوایز روزنامه‌نگاری گرملینگ - آسوشیتد پرس[۱۷]
- ۲۰۱۶: جوایز فتوژورنالیسم آتلانتا[۱۸]
- ۲۰۱۷: سردبیران رسانه آسوشیتد پرس[۱۹]
- ۲۰۱۷: فینالیست، جایزه پولیتزر برای عکاسی خبری[۴]
- ۲۰۱۷: جایزه ورلد پرس فوتو[۲۰]
- ۲۰۱۷: انجمن ملی عکاسان مطبوعات، ۳ جایزه[۲۱]
- ۲۰۱۷: جوایز فتوژورنالیسم آتلانتا[۲۲]
- ۲۰۱۸: فینالیست، جایزه پولیتزر برای گزارش بین‌المللی[۵]
- ۲۰۱۸: باشگاه مطبوعاتی خارج از کشور آمریکا[۲۳]
- ۲۰۱۸: جوایز شورتی، نامزد[۲۴]
- ۲۰۱۸: جایزه ملی کارگردانی، ۲ جایزه[۲۵]
- ۲۰۱۸: سردبیران رسانه APME آسوشیتد پرس[۲۶]
- ۲۰۱۸: تصاویر POYi سال بین‌المللی[۲۷]
- ۲۰۱۹: فینالیست، جایزه پولیتزر برای عکاسی خبری[۲۸]
- ۲۰۱۹: تصاویر POYi سال بین‌المللی[۲۹]
- ۲۰۱۹: گاردین: عکاس سال آژانس[۳۰]
- ۲۰۲۰: جوایز عکاسی آتلانتا، ۲ جایزه[۳۱]
- ۲۰۲۰: انجمن ملی عکاسان مطبوعات[۳۲]
- ۲۰۲۱: فینالیست، جایزه پولیتزر برای عکاسی خبری[۶]
- ۲۰۲۳: جایزه پولیتزر برای عکاسی خبری شکست (مشترک با برنات آرمانگو، اوگنی مالولتکا، امیلیو مورناتی، نریمان المفتی، رودریگو عبد، و وادیم گیردا)[۸]